# France-Nouvelle-Zélande en rugby à XV

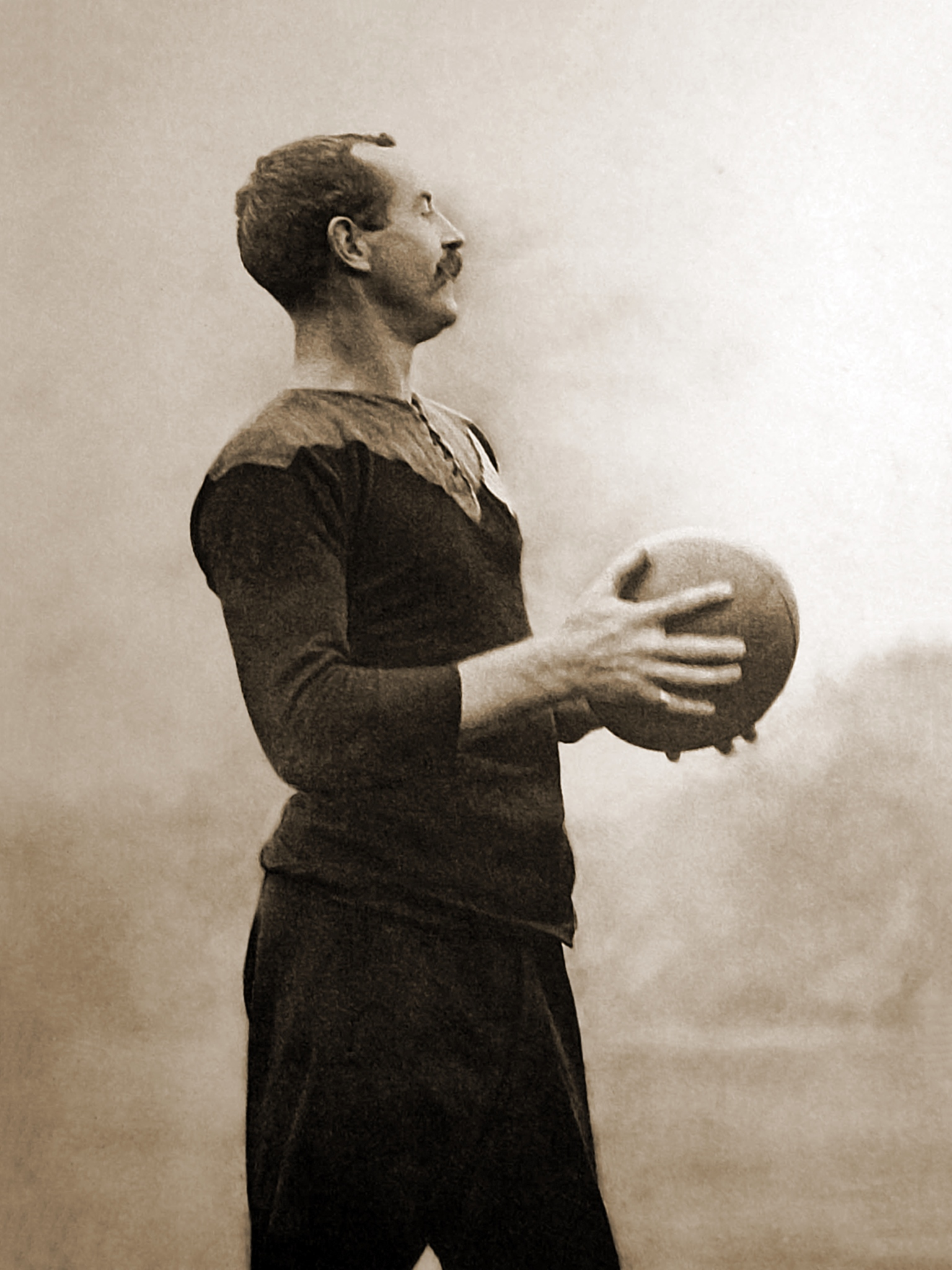
Dave Gallaher, capitaine de The Originals, lors de la tournée européenne de 1905-1906.

L'équipe de France de rugby à XV et celle de Nouvelle-Zélande (les All Blacks) s'affrontent depuis le début du XXe siècle. Au 16 novembre 2024, elles se sont rencontrées soixante-quatre fois. La première confrontation, qui est aussi le premier match officiel de l'histoire rugbystique de la France, a lieu au Parc des Princes le 1er janvier 1906 et la Nouvelle-Zélande impose 38 à 8. C'est en 1954 que la France s'impose dans la troisième sur le score de 3 à 0.
La France fait une tournée en Nouvelle-Zélande en 1961, avant même les nations britanniques et irlandaises, et les All Blacks remportent les trois tests. La première tournée complète des All Blacks en France date de 1977, et ils remportent un des deux tests. La France bat les All Blacks sur le sol néo-zélandais le 14 juillet 1979. Les deux équipes se rencontrent à l'occasion de la première Coupe du monde en finale en 1987, et les All Blacks s'imposent 29 – 9. La France réussit pour la première fois une tournée victorieuse en Nouvelle-Zélande en 1994 en remportant les deux tests. Les équipes se rencontrent de nouveau en Coupe du monde en 1999, mais cette fois en demi-finale. Le match se dispute à Twickenham, et la France remonte un handicap de quatorze points (10 – 24) pour l'emporter 43 – 31. En 2007, à l'occasion de la Coupe du monde, les deux équipes s'affrontent en quart-de-finale au Millennium Stadium de Cardiff avec une victoire des Bleus 20 – 18. En juin 2009, All Blacks et Bleus remportent chacun un test match en Nouvelle-Zélande (la victoire française est la première en terre néo-zélandaise depuis 1994). En 2011, les deux équipes se retrouvent en finale de la Coupe du monde vingt-quatre ans après celle de 1987. Les deux équipes, après s'être déjà affrontées en phase de poule, jouent une rencontre disputée qui se termine sur le score étriqué de 8 à 7 au profit des All Blacks. Lors de l'édition suivante, les All Blacks s'imposent 62 à 13 en quart de finale à Cardiff.
Les All Blacks mènent largement avec 48 victoires contre 15 pour la France, pour un seul match nul. Le score le plus large est une victoire 61 – 10 des All Blacks au Westpac Stadium en juin 2007. Le meilleur réalisateur Daniel Carter inscrit 163 points. Le précédent détenteur du record de points, Andrew Mehrtens, détient celui de points sur un seul match avec 29 points marqués.
Depuis 2000, France et Nouvelle-Zélande se disputent le trophée Dave Gallaher, du nom d'un soldat néo-zélandais mort pendant la Première Guerre mondiale qui a été le premier capitaine All Black à affronter l'équipe de France en 1906.
Le 16 novembre 2024, les Bleus battent les All Blacks pour la 3e fois d'affilée en trois ans. Cette performance confirme la forme récente du XV de France et sa place parmi les cadors du rugby mondial, après un certain déclassement dans les années 2010, décennie au cours de laquelle il a perdu ses douze confrontations face aux Néo-Zélandais.

## Historique

### Premières rencontres (1905-1945)

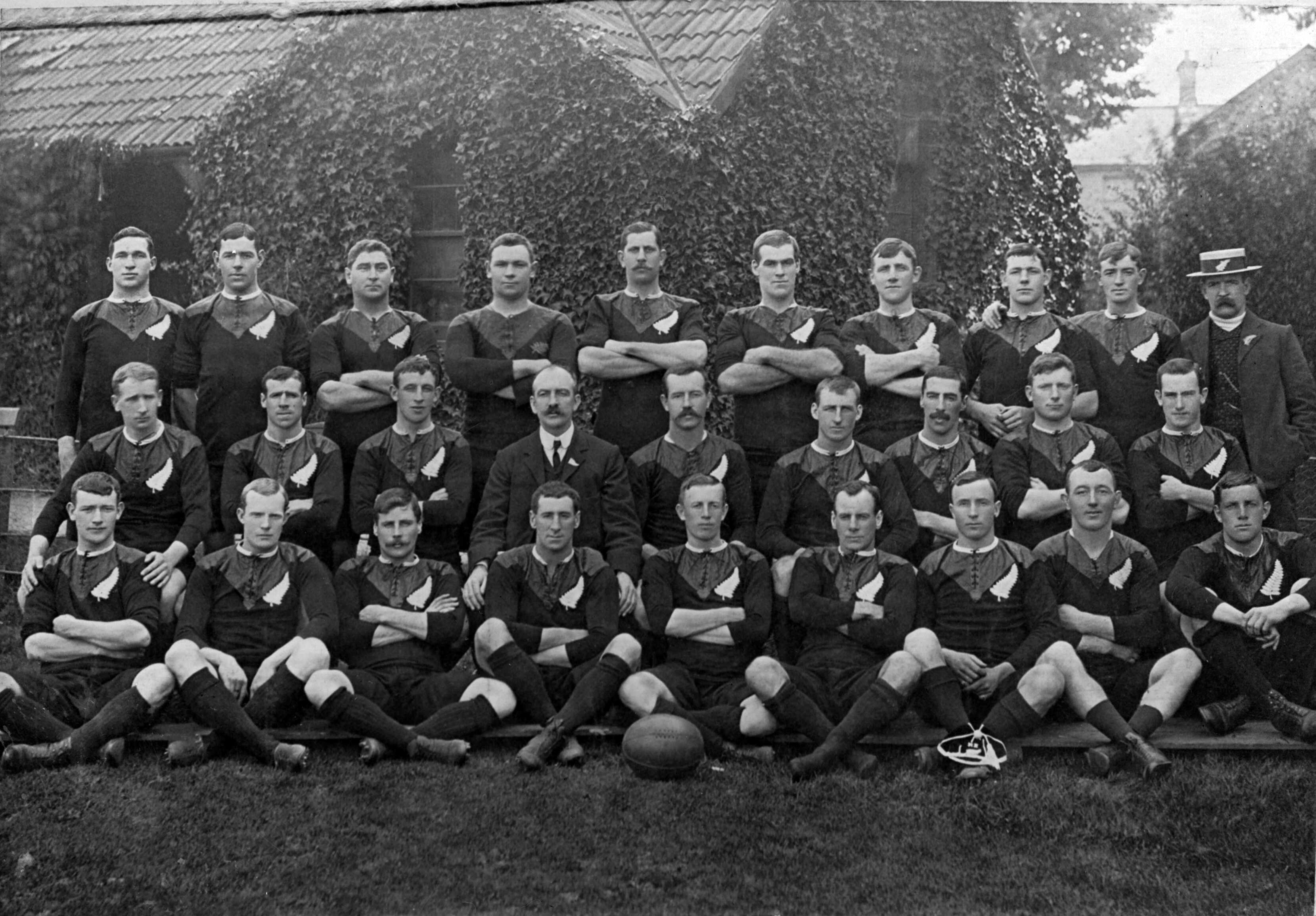
Les Originals, premiers All Blacks.

- Le 1er janvier 1906, l'équipe de France joue le tout premier match officiel de son histoire, dans l'ancien Parc des Princes, face à la Nouvelle-Zélande. En tournée dans les îles britanniques, les All Blacks ont accepté de faire un crochet par Paris. Après avoir joué un dernier match à Swansea le 30 décembre, ils prennent le bateau jusqu'à Boulogne-sur-Mer, puis le train jusqu'à la Gare du Nord. Malgré la fatigue du voyage et déjà trois mois de tournée au cours de laquelle ils ont gagné 31 de leurs 32 matchs, ils s'imposent facilement 38–8 face à la France devant 3 000 spectateurs[3],[4]. Les All Blacks dominent la première mi-temps, inscrivent quatre essais contre un réussi par Noël Cessieux, puis six nouveaux essais en fin de match[5],[6]. Le capitaine Henri Amand a l'honneur d'être le premier capé du rugby français[7]. La composition du XV tricolore effectuant la rencontre présente deux particularités. La première est que deux joueurs étrangers font partie de l'effectif : l'Anglais William Crichton et l'Américain Allan Muhr. La seconde est que la France compte deux joueurs de couleur André Vergès et Georges Jérome[8]. Il faut attendre 1969 et la sélection du Toulousain Roger Bourgarel pour retrouver un joueur de couleur en équipe de France[8]. Dans leur ouvrage The Complete Rugby Footballer, John Stead et Dave Gallaher écrivent : « Nous sommes fermement convaincus que ce jeu va se développer dans ce pays et qu'au fil du temps ils vont présenter sur le terrain une équipe qui imposera plus de respect que toute autre »[3].

France - Nouvelle-Zélande 8-38 (mt 3-11)
Points marqués:
France : 2 essais de Cessieux, Jérome.
Nouvelle-Zélande : 10 essais de Abbott (2), Glasgow, Harper (2), Hunter (2), Wallace (3), 4 transformations d'Abbott, Tyler, Wallace (2).
France : Crichton, Lane, Levée, Sagot, Pujol, Amand (o) (capitaine), Lacassagne, Cessieux, Duffourcq, Communeau, Muhr, Jérome, Branlat, Dedeyn, Vergès. 
Nouvelle-Zélande : Booth, Abbott, Wallace, Hunter, Harper, Mynott (o), Stead, Gallaher (capitaine), Seeling, Glenn, Glasgow, Newton, Cunningham, Tyler, Mackrell.
Entraîneur : Jimmy Duncan.

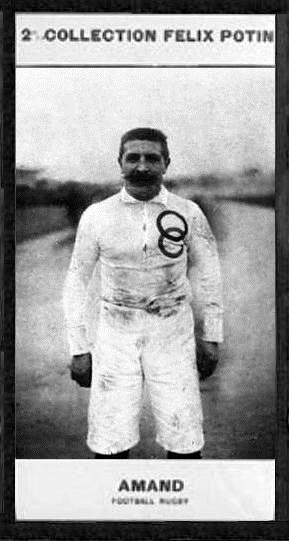
Henri Amand.

- L'équipe de Nouvelle-Zélande de rugby à XV en tournée en 1924-1925, (également connue sous le nom de The Invincibles), est la deuxième équipe des All Blacks à se déplacer en Europe[9]. Elle fait une tournée en Grande-Bretagne puis en France et enfin en Amérique du Nord[10]. Les équipes s'affrontent au Stade des Ponts Jumeaux à Toulouse le 18 janvier 1925[11]. Même si l'équipe nationale française s'est aguerrie depuis 1906, les All Blacks l'emportent largement 30–6, huit essais à deux. Le capitaine des All Blacks Cliff Porter parle de la France : « Vos avants nous ont donné beaucoup de peine. Vos arrières ont été moins bons »[12]. Plusieurs personnalités se détachent côté néo-zélandais, celles de George Nepia, Maurice et Cyril Brownlie, Mark Nicholls, Bert Cooke[13],[14]. Côté français, Adolphe Jauréguy, Eugène Ribère et Yves du Manoir jouent la rencontre[14].

En 1926, la Fédération française de rugby à XV est à l'initiative d'une tournée des Māori de Nouvelle-Zélande. La France perd le seul test de la tournée sur le score de 12 à 3,. Ceux-ci font une tournée de sept mois en 1926–27 en Australie, à Ceylan, en France, au pays de Galles et au Canada, disputant 38 rencontres, en remportant 29, en perdant sept, concédant deux matchs nuls. En tout, les Māoris marquent 712 points et n'en concèdent que 215. C'est la dernière rencontre entre les joueurs aborigènes de Nouvelle-Zélande et la France pour près de trois décennies. En 1931, la France est exclue pour professionnalisme (paiement des joueurs, recrutement inter-clubs) et en raison de son jeu violent lors de certains matchs. Aussi les All Blacks ne jouent pas contre la France lors de leur tournée en 1935 dans les îles Britanniques. La France est de nouveau admise dans le Tournoi en 1939. La Seconde Guerre mondiale ne permet cependant pas aux deux équipes de se rencontrer.

### Après-guerre (1946-1994)
France 3 - 0 Nouvelle-Zélande
Points marqués :
- France : essai de Jean Prat.
- Nouvelle-Zélande : aucun.

France : Claverie, Cazenave, M. Prat, Martine, A. Boniface, Haget (o), Dufau, Baulon, Domec, J. Prat (c), Chevallier, Mias, Brejassou, Labadie, Biénès.
Nouvelle-Zélande : Scott, Dixon, Loader, Fitzpatrick, Jarden, Bowers (o), Davis, McCaw, Oliver, Stuart (c), T. White, Dalzell, Skinner, Hemi, S. White.
Pour la quatrième fois du siècle, les All Blacks font en 1954 une tournée en Europe et, avant leur arrivée sur le sol français, ils jouent 28 matchs, avec un bilan de 24 victoires pour 2 nuls et 2 défaites, et marquent 427 points contre 102. Le XV de France bat pour la première fois les hommes portant le maillot à la fougère,,, Jean Prat, capitaine des Bleus, est l'auteur juste avant la pause de l'essai qui donne la victoire aux Français par 3 à 0. 
En 1961, l'équipe de France effectue sa première tournée en Océanie, trois ans après sa tournée victorieuse en Afrique du Sud. Treize rencontres sont prévues en Nouvelle-Zélande, dont trois test-matchs, avant de rejoindre l'Australie. Les victoires dans les Tournois des Cinq Nations 1959, 1960 et 1961 mettent les Français dans un costume de champions d'Europe à leur arrivée. Malgré deux défaites dans les quatre rencontres de province précédant le premier test à l'Eden Park d'Auckland, le 22 juillet, les Français sont même favoris face à des All Blacks qui alignent cinq nouveaux internationaux. Malgré un essai encaissé en début de match, deux drops de Pierre Albaladejo permettent aux Bleus de mener 6 à 5 à la mi-temps. Mais un drop puis un autre essai transformé donnent la victoire aux Néo-Zélandais 13 à 6. Le second test se joue à Wellington le 5 août dans une véritable tempête, sous une pluie torrentielle et des rafales de vent de 130 km/h. La France ouvre le score à un quart d'heure de la fin du match par un essai de Jean Dupuy. Pierre Albaladejo tente la transformation mais voit son ballon s’élever, revenir vers lui et lui passer au-dessus sous la force du vent. Mais les All Blacks répliquent quelques instants plus tard et Don Clarke réussit la transformation impossible depuis la ligne de touche en ne visant pas les poteaux mais le centre du terrain, le vent se chargeant de pousser le ballon entre les perches (5-3). La troisième rencontre a lieu au Lancaster Park de Christchurch, deux semaines plus tard, et l'Équipe de Nouvelle-Zélande l'emporte cette fois largement par 32 à 3 avec cinq essais. Au total, les Bleus, pourtant arrivés favoris, repartent de Nouvelle-Zélande avec sept défaites dont les trois tests.
La rencontre suivante entre les deux équipes a lieu le 8 février 1964 au stade de Colombes. Les All Blacks, mené par leur capitaine Wilson Whineray arrivent en France après 29 rencontres où ils ne concèdent qu’une seule défaite, face aux Gallois de Newport. Dans les tests matchs face aux quatre nations britanniques, ils battent le pays de Galles, l’Angleterre et l’Irlande mais font match nul 0 à 0 face à l’Écosse. Les Français ouvrent le score sur une pénalité de Pierre Albaladejo avant que les All Blacks égalisent sur une pénalité puis prennent l’avantage sur un essai de Ralph Caulton pour mener à la mi-temps sur le score de 6 à 3. Après celle-ci, les Blacks marquent un drop puis un nouvel essai de Ken Gray pour l’emporter par 12 à 3.
Après la tournée de 1968, le président de la Fédération française de rugby à XV, Albert Ferrasse, déclare que l’équipe de France ne reviendra en tournée en Nouvelle-Zélande que si deux conditions sont satisfaites : tout d'abord, que les tests se déroulant en Nouvelle-Zélande soient arbitrés par des arbitres neutres. La deuxième est que les All Blacks effectuent une véritable tournée en France.
Avant la première tournée en France, une autre rencontre oppose les Français aux All Blacks, qui terminent une tournée au Royaume-Uni ponctuée de trois victoires sur le pays de Galles, l’Écosse et l’Angleterre et d’un nul 10 partout face à l’Irlande. Mais le match le plus marquant de la tournée a lieu à l’Arms Park de Cardiff entre les All Blacks et les Barbarians qui l’emportent finalement 23 à 11. Une semaine après cette rencontre, la France remporte sa deuxième victoire de l’histoire lors des confrontations entre les deux équipes en remportant le match 13 à 6 grâce en partie à deux essais de Claude Dourthe et Roland Bertranne. 
Les All Blacks rejoignent la France fin octobre 1977 pour huit rencontres sur le sol français. Lors de cette tournée, les All Blacks de Graham Mourie subissent une seule défaite sur le score de 18 à 13 lors du premier test face à l’équipe de France. Lors du second test, les All Blacks l'emportent 15 à 3.
Après cette première tournée néo-zélandaise, les Bleus sont de retour en Nouvelle-Zélande pour une tournée de huit rencontres, dont deux test-matchs. La France désormais menée par Jean-Pierre Rives remporte quatre de ses cinq premières rencontres avant de disputer le premier test à Christchurch. Lors de celui-ci, les Français perdent 23 à 9 face à une équipe pratiquement identique à celle qui a réalisé le premier grand chelem de son histoire face aux quatre nations britanniques lors de l’automne précédent. La semaine suivante, le 14 juillet 1979, jour de la fête nationale française, la France bat enfin les All Blacks en Nouvelle-Zélande, à l'Eden Park d'Auckland, sur le score de 24 à 19 (France : 4 essais Gallion, Caussade, Averous et Codorniou, 1 pénalité, 1 drop et 1 transformation. Nouvelle-Zélande : 2 essais Wilson, Mourie dont un transformé et 3 pénalités).
Nouvelle-Zélande 19 - 24 France
Points marqués :
- Nouvelle-Zélande : 2 essais de Mourie et de S. Wilson, 1 transformation et 3 pénalités de B. Wilson
- France : 4 essais de Averous, Caussade, Codorniou, Gallion, 1 transformation de Caussade, 1 pénalité d'Aguirre, 1 drop de Caussade.

Nouvelle-Zélande : B. Wilson, S. Wilson, Robertson, Jaffray, Watts, Taylor (o), Donaldson, Seear, Mourie (c), Rutledge, Oliver, Haden, Knight, Dalton, Johnstone.
Entraîneur : Eric Watson.
France : Aguirre, Costes, Mesny, Codorniou, Averous, Caussade (o), Gallion, Salas, Joinel, Rives (c), Maleig, Haget, Dubroca, Dintrans, Paparemborde.
Entraîneurs : Jean Desclaux, Jean Piqué.
Les All Blacks effectuent leur seconde tournée en France en automne 1981. L’équipe de Graham Mourie remporte les deux tests, 13 à 9 à Toulouse puis 18 à 6 à Paris face aux Français désormais entraînés par leur ancien capitaine Jacques Fouroux.
La confrontation suivante entre les deux nations doit attendre 1984 et une tournée des Français en Nouvelle-Zélande. Les All Blacks, qui sont toujours invaincus depuis 1981 et une défaite face aux Springboks, remportent les deux tests de la série. Le premier de ceux-ci, disputé à Christchurch, rencontre où John Kirwan obtient sa première cape sous le maillot noir, voit la victoire échapper aux Français. L’ouvreur français Jean-Patrick Lescarboura manque quatre tentatives de drop et la France s’incline 10 à 9. Lors du deuxième test, les deux équipes marquent trois essais mais les Français, en raison d’un grand nombre d’erreurs et d'un faible taux de réussite lors des pénalités, deux réussies sur neuf tentées, laissent la victoire aux Blacks sur le score de 31 à 18.
C’est le Lancaster Park de Christchurch qui héberge la rencontre suivante entre les Français et les hommes en noir. Cette rencontre a lieu dans le cadre d’une tournée qui débute par deux tests en Argentine, défaite 15 à 13 puis victoire 9 à 22, suivie d’une défaite 27 à 14 à Sydney face aux Wallabies. Les Français se voient proposer comme adversaire les Baby Blacks. Ce nom est donné à la sélection néo-zélandaise car elle voit débuter dix nouveaux joueurs sous le maillot noir, la fédération néo-zélandaise étant contrainte de suspendre pour deux tests ses meilleurs joueurs à la suite d’une tournée rebelle des « Cavaliers » en Afrique du Sud, malgré le boycott infligé en raison de l’apartheid ,. Cette équipe de débutants, dont le talonneur Sean Fitzpatrick, aidé par John Kirwan et David Kirk, qui n’a que trois sélections à son palmarès, l’emporte 18 à 6. 
La France a l’occasion de prendre sa revanche lors de la même année en accueillant pour deux tests la sélection néo-zélandaise. Les All Blacks remportent le premier test, disputé au Stadium de Toulouse, sur le score de 19 à 7. La semaine suivante, la France, grâce à deux essais de Denis Charvet et Alain Lorieux, l’emporte 16 à 3 à Nantes. 
Nouvelle-Zélande 29 - 9 France
Points marqués:
Nouvelle-Zélande : 3 essais de Jones, Kirk, Kirwan, 4 buts, 1 drop, 1 transformation de Fox.
France : 1 essai de Berbizier, 1 but, 1 transformation de Camberabero.
Nouvelle-Zélande : Gallagher, Kirwan, Stanley, Taylor, Green, Fox, Kirk (capitaine), Shelford, Jones, A. Whetton, G. Whetton, Pierce, Drake, Fitzpatrick, McDowell.
Entraîneur : Brian Lochore.
France : Blanco, Camberabero, Sella, Charvet, Lagisquet, Mesnel, Berbizier, Rodriguez, Champ, Erbani, Condom, Lorieux, Garuet, Dubroca (capitaine), Ondarts.
Entraîneur : Jacques Fouroux. 
Lors de la première édition de la coupe du monde de rugby, les Français obtiennent le droit de défier les All Blacks en finale, après une victoire historique face aux Wallabies à Sydney. Le 7 juin 1987 à Auckland, les Néo-Zélandais, grâce à trois essais de Michael Jones, David Kirk et John Kirwan contre un concédé à Pierre Berbizier, l’emportent sur le score de 29 à 9 et deviennent officiellement les premiers champions du monde de l’histoire.
C’est en 1989 que les deux équipes se rencontrent pour la première fois depuis la finale de la coupe du monde. Les All Blacks, dont la dernière défaite remonte à novembre 1986 face aux Français, sont sur une série de treize victoires. Les Français viennent de remporter leur quatrième tournoi consécutif. Lors du premier test disputé à Christchurch, les All Blacks prennent un avantage conséquent en menant 18 à 0 à la mi-temps, avec deux essais de Terry Wright. En seconde mi-temps, les Français reviennent à 18 à 17 avec deux essais de Serge Blanco et Marc Cécillon. Les All Blacks prennent le large au score en fin de rencontre grâce à une pénalité de Grant Fox et un essai de Alan Whetton. Lors du second test, les All Blacks mènent 16 à 13 à la mi-temps, avec deux essais de Alan Whetton et Joe Stanley contre un de Philippe Rougé-Thomas. En seconde mi-temps, un essai de Marc Cécillon permet aux Français de prendre la tête avant que les Blacks ne s’échappent grâce à deux essais de Bruce Deans et Sean Fitzpatrick. Le score final de ce test disputé à Auckland est de 34 à 20.
Les Néo-Zélandais sont de retour en France l’année suivante pour une nouvelle tournée de huit rencontres dont deux tests, à Nantes et Paris. Leur série de vingt et une victoires consécutives a pris fin en juillet à Sydney face aux Wallabies. Pour sa part, la France reste sur neuf défaites sur treize rencontres, dont une défaite à Auch face à la Roumanie. Daniel Dubroca prend la succession de Jacques Fouroux, démissionnaire, à la tête du XV de France. La domination des All Blacks est totale lors du premier test : 12 à 0 après dix minutes puis 18 à 3 à la mi-temps, pour finalement atteindre le score final de 24 à 3. Lors de la rencontre, les All Blacks marquent deux essais. Le résultat est confirmé lors du second test, remporté 30 à 12 par les Néo-Zélandais qui marquent deux essais.
Quatre ans passent avant que les deux nations se rencontrent. Cela se fait dans le cadre d’une nouvelle tournée des Français, désormais entraînés par Pierre Berbizier. Le 26 juin 1994, le premier test match disputé au stade Lancaster Park à Christchurch voit un jeune joueur endosser le maillot noir pour la première fois, Jonah Lomu. À 19 ans et 45 jours, il devient le plus jeune international All Black. John Kirwan, avec sa cinquante neuvième sélection, devient pour sa part le Néo-Zélandais le plus capé de l’histoire. Du côté français, le centre Philippe Sella devient le premier joueur mondial à atteindre le nombre de cent sélections. Les All Blacks perdent ce match 22-8 où la performance de Lomu est moyenne. Lomu est également présent lors du deuxième test opposant les deux nations, à l'Eden Park d'Auckland, rencontre qui voit de nouveau les Français l'emporter, sur le score de 23 à 20. Dans cette rencontre, Jean-Luc Sadourny inscrit un essai sur une phase de quatre-vingt mètres où neuf joueurs français sont intervenus pour un essai d'anthologie,. Pour la première fois de son histoire, l'équipe de France remporte des test-matchs de la même tournée, et ce en terre néo-zélandaise. Ils rejoignent ainsi l'Australie, victorieuse en 1949 et 1986, les Springboks en 1937 et les Lions en 1971, seules autres équipes à avoir remporté une série de tests sur le sol néo-zélandais. C'est également la seconde fois qu'elle remporte deux tests consécutifs contre les Néo-Zélandais,.

### Ère professionnelle (1995-)

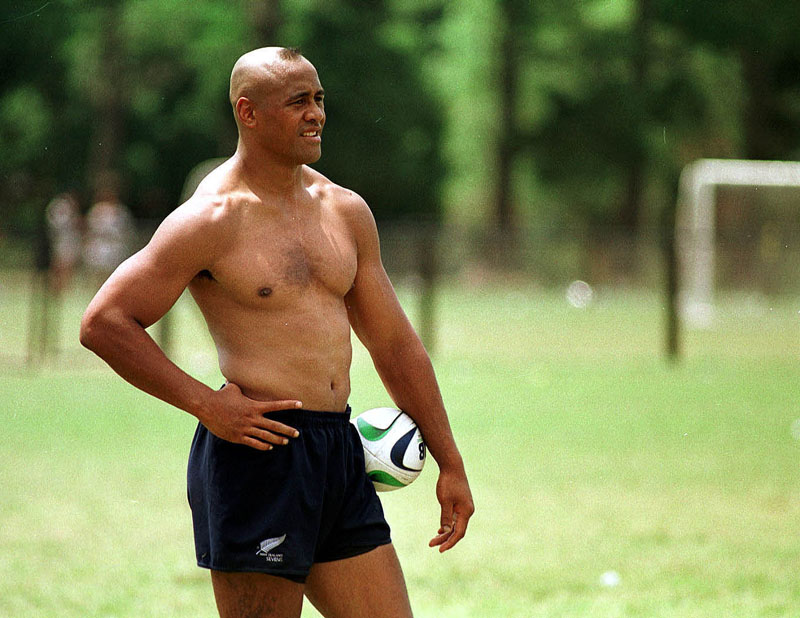
Jonah Lomu.

Après la coupe du monde 1995 où les deux équipes succombent face au même adversaire, les Springboks, en demi-finale pour les Français et en finale pour les All Blacks, ceux-ci effectuent une nouvelle tournée en France. Le groupe français est en conflit avec sa Fédération. Les Français débutent ce test, millième match de l’histoire des All Blacks, avec un sentiment de révolte et, grâce à deux essais de Jean-Luc Sadourny et Richard Dourthe, atteignent la mi-temps sur le score de 17 à 3. Les All Blacks reviennent à 17 à 15 avant que le capitaine Philippe Saint-André n’ajoute un nouvel essai, la France l’emportant finalement 22 à 15. La France vient de battre les All Blacks pour la troisième fois consécutive. Lors du second test, disputé à Paris, les All Blacks, sermonnés par leur manager, l’ancien capitaine Colin Meads, dominent en conquête et atteignent la mi-temps sur le score de 20 à 5, avec un essai de Eric Rush et cinq pénalités contre un essai de Saint-André. Le score enfle en seconde période, avec trois nouveaux essais de Glen Osborne, Ian Jones et Jonah Lomu, les Français répliquant par le second essai du match de leur capitaine.

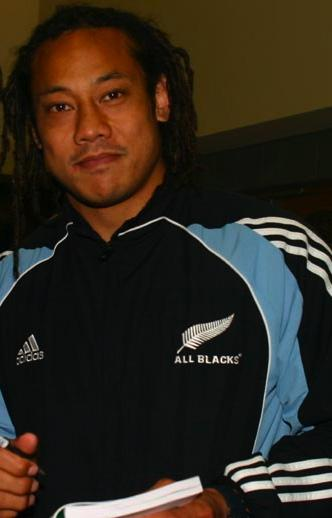
Avec Jonah Lomu, Tana Umaga est le second ailier des All Blacks lors de la Coupe du monde 1999.

C’est en 1999, lors d’une tournée préparatoire à la coupe du monde 1999 des Français que les deux nations se disputent le prochain test. Cette tournée, avec deux tests contre les Samoa, match gagné 39 à 22 et contre les Tonga, perdu 20 à 16, un match perdu face à la Nouvelle-Zélande A, se termine par un test disputé à l’Athletic Park de Wellington. Les All Blacks, avec l’avantage d’un vent violent, prennent rapidement l’avantage en menant 20 à 0 après douze minutes, puis 30 à 0 à la mi-temps. Les Français marquent un essai par Ugo Mola, transformé par Thomas Castaignède. Mais les All Blacks ajoutent quatre essais pour porter le score à 54 à 7. Les sept essais des hommes en noir sont l’œuvre de Tana Umaga (3), Christian Cullen (2) et Justin Marshall.
Nouvelle-Zélande 31 - 43 France
Points marqués:
Nouvelle-Zélande : 3 essais de Jonah Lomu (24e, 45e) et Jeff Wilson (80e), 2 transformations de Andrew Mehrtens (45e, 80e) et 4 pénalités d'Andrew Mehrtens (9e, 18e, 22e, 39e)
France : 4 essais de Christophe Lamaison (20e), Christophe Dominici (56e), Richard Dourthe (60e) et Philippe Bernat-Salles (75e), 4 transformations de Christophe Lamaison (20e, 56e, 60e, 75e), 3 pénalités de Christophe Lamaison (2e, 50e, 54e) et 2 drops de Christophe Lamaison (47e, 49e)
Nouvelle-Zélande : Jeff Wilson, Tana Umaga, Christian Cullen, Alama Ieremia, Jonah Lomu, Andrew Mehrtens, Byron Kelleher,  Taine Randell, Josh Kronfeld, Reuben Thorne, Robin Brooke, Norm Maxwell, Carl Hoeft, Anton Oliver, Craig Dowd

Remplaçants : Daryl Gibson, Justin Marshall, Royce Willis, Kees Meeuws, Tony Brown, Andrew Blowers, Mark Hammett

Entraîneur : John Hart.
France : Xavier Garbajosa, Philippe Bernat-Salles, Richard Dourthe, Émile Ntamack, Christophe Dominici, Christophe Lamaison, Fabien Galthié, Christophe Juillet, Marc Lièvremont, Olivier Magne, Abdelatif Benazzi, Fabien Pelous, Franck Tournaire, Raphaël Ibañez, Cédric Soulette

Remplaçants : Ugo Mola, Stéphane Glas, Stéphane Castaignède, Arnaud Costes, Olivier Brouzet, Pieter de Villiers, Marc Dal Maso

Entraîneur : Jean-Claude Skrela
Le 31 octobre 1999, le XV de France réussit l'un des plus grands exploits de l'histoire du rugby à XV en éliminant les All Blacks, grandissimes favoris, en demi-finale de la Coupe du monde (43-31). Les All Blacks, malgré deux essais de Jonah Lomu, s'inclinent 43-31,. Jonah Lomu résiste à huit Français pour marquer le premier essai. « Un raffut, un crochet intérieur, cinq joueurs français autour, personne ne peut le prendre » commente Bernard Laporte. Lors du deuxième, Jeff Wilson récupère le ballon dans son propre camp sur un dégagement de Christophe Lamaison, combine avec le puissant ailier un redoublement de passes, lui redonne et le joueur d'origine tongienne échappe à deux adversaires et navigue entre Xavier Garbajosa, Philippe Bernat-Salles et Fabien Galthié lors d'une course de trente mètres pour finalement marquer. La Nouvelle-Zélande mène désormais 24 à 10. Mais les Français reviennent rapidement dans la partie avec deux drops et deux pénalités de Christophe Lamaison. C'est ensuite Christophe Dominici qui récupère un coup de pied de Fabien Galthié dans le dos de la défense adverse pour aller marquer un essai. Suit ensuite un quatrième essai inscrit par Philippe Bernat-Salles. Malgré un dernier essai des hommes en noir, la France remporte la rencontre sur le score de 43 à 31. 
Le 11 novembre 2000, les deux équipes se rencontrent au stade de France. Pour la première fois, un trophée est mis en jeu, le Trophée Dave Gallaher, en mémoire du troisième ligne néo-zélandais Dave Gallaher, capitaine de son équipe et tombé en Belgique pendant la Première Guerre mondiale. Les deux équipes sont en reconstruction après la coupe du monde 1999, et seulement sept joueurs chez les Français et cinq chez les All Blacks étaient présents lors de la demi-finale de Twickenham. La rencontre est dominée par Andrew Mehrtens qui marque 29 points, neuf sur neuf dans les pénalités et une transformation sur deux. Les All Blacks marquent également deux essais par Cullen et Doug Howlett. Pour leur part, les Français marquent deux essais, par Philippe Bernat-Salles et Fabien Pelous, essais tous les deux transformés par Christophe Lamaison qui réussit également quatre pénalités. Le score final est de 39 à 26. Un second test a lieu une semaine plus tard, au Stade Vélodrome de Marseille. La France débute par deux essais, de Xavier Garbajosa et Olivier Magne qui portent le score à 14 à 0 dès la huitième minute. Les All Blacks répliquent par un essai de Doug Howlett. Le score évolue pour atteindre finalement 26 à 24 pour les Français, les All Blacks ayant ajouté deux essais par Howlett et Gordon Slater. Après avoir laissé l’avantage à leurs adversaires sur des pénalités de Mehrtens, les Français repassent en tête sur un essai de leur demi de mêlée Fabien Galthié, puis un drop de Lamaison. Celui-ci ajoute une nouvelle pénalité et un drop portant le score à 42 à 33. Lamaison vient de marquer 27 points.

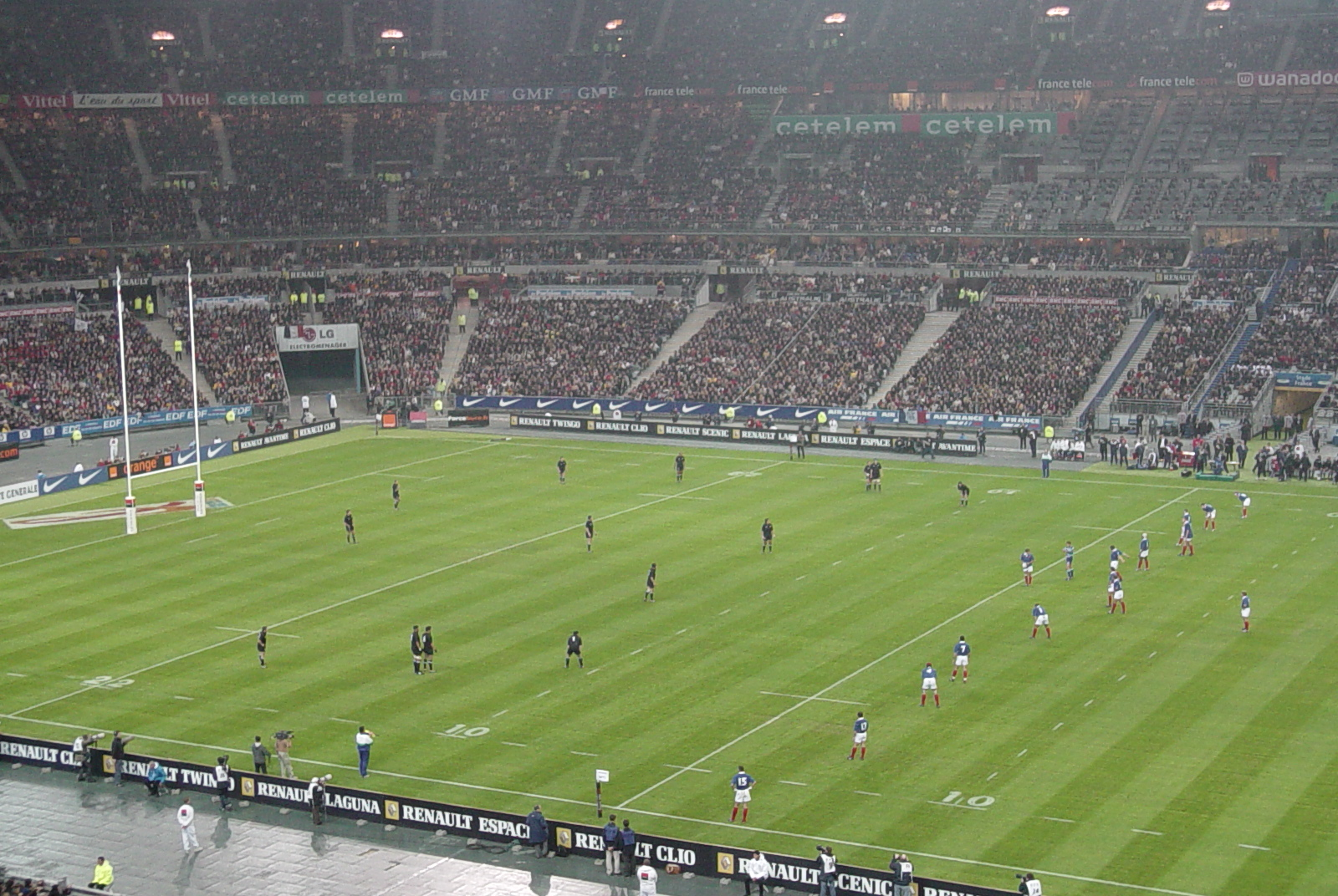
France - All Blacks en 2002.

En 2002, une semaine après avoir perdu contre les Anglais 28-31,, la Nouvelle-Zélande concède un match nul 20-20 contre la France,. Les essais sont l'œuvre d'Olivier Magne et Nicolas Brusque côté bleu, et de Kees Meeuws et Tana Umaga côté All Black.
Sept mois après le premier match nul de l’histoire des confrontations France Nouvelle-Zélande, les Français retournent en Nouvelle-Zélande après deux tests, deux défaites 10 à 6 et 33 à 32, face à l'Argentine. La France dispute une seule rencontre au Lancaster Park de Christchurch. Les All Blacks doivent une revanche à leur public après la première défaite concédée à domicile depuis 1973 face à l'Angleterre quinze jours plus tôt. Ils prennent rapidement l’avantage en menant 19 à 3 après trente et une minutes grâce à trois essais de Joe Rokocoko. Avec une pénalité de Frédéric Michalak, un essai transformé de Sylvain Marconnet, les Français recollent au score pour atteindre la mi-temps sur le score de 19 à 13. En seconde période, Daniel Carter ajoute trois pénalités avant que Yannick Jauzion marque un nouvel essai. C’est finalement Carter qui clôt le score sur une dernière pénalité, le score final étant de 31 à 23.

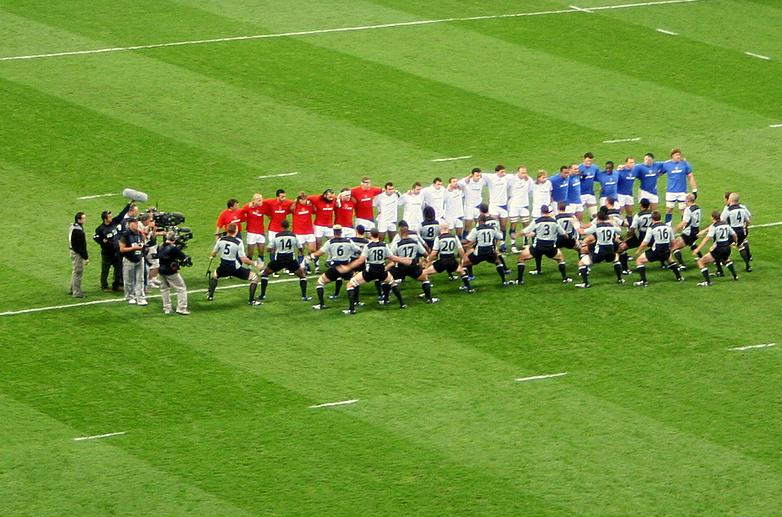
France - All Blacks en 2007.

Quelques mois plus tard, les deux équipes se retrouvent face à face lors de la finale pour la troisième place de la coupe du monde 2003, après des défaites face à l’Angleterre pour la France et l’Australie pour les All Blacks. Les Français, qui font jouer treize nouveaux joueurs par rapport à leur demi-finale subissent une défaite 40 à 13, avec six essais de Chris Jack, Doug Howlett, Joe Rokocoko, Brad Thorn, Mils Muliaina et Marty Holah, contre un de Pépito Elhorga.
En novembre de l’année suivante, les deux équipes se retrouvent au Stade de France. Les Français subissent la plus grande défaite face aux All Blacks avec un score de 45 à 6 : les All Blacks marquent cinq essais par Carter, Jerry Collins, Byron Kelleher, Ma'a Nonu et Rodney So'oialo .
À l'automne 2006, la France reçoit pour deux tests la Nouvelle-Zélande, vainqueur du Tri-nations et de l’Angleterre sur le score de 23 à 21 pour son premier match de sa tournée dans l’hémisphère nord. Les Français sont débordés par les Néo-Zélandais qui inscrivent sept essais, par Sitiveni Sivivatu (2), Richie McCaw, Daniel Carter, Conrad Smith, Joe Rokocoko, Luke McAlister. La France qui ne marque qu’un seul drop par Florian Fritz, subit de nouveau une défaite importante sur le score de 47 à 3. La semaine suivante, la France subit sa cinquième défaite consécutive face aux hommes en noir, au Stade de France, sur le score de 23 à 11.
France 20 - 18 Nouvelle-Zélande
Points marqués :
- France : 2 essais de Dusautoir (54e), Jauzion (68e), 2 transformations de Beauxis (55e), Élissalde (69e), 2 pénalités de Beauxis (40e, 46e)
- Nouvelle-Zélande : 2 essais de McAlister (17e), So'oialo (63e), 1 transformation de Carter (18e), 2 pénalités de Carter (13e, 31e)

France : Traille, Clerc, Marty, Jauzion, Heymans, Beauxis, J. B. Élissalde, Bonnaire, Dusautoir, Betsen, Pelous, Thion, de Villiers, Ibañez (c), Milloud.
Remplacements :Szarzewski (Ibañez), Poux (Milloud), Chabal (Pelous), Harinordoquy (Betsen), Michalak (Beauxis), Dominici (Heymans)
Nouvelle-Zélande : MacDonald, Rokocoko, Muliaina, McAlister, Sivivatu, Carter, Kelleher, So'oialo, McCaw (c), Collins, Williams, Robinson, Hayman, Oliver, Woodcock
Une nouvelle tournée des Français est planifiée pour le mois de juin 2007, avec deux tests contre les All Blacks. Or, la phase finale du championnat de France 2007 a lieu aux mêmes dates, la finale se déroulant le même jour que le second test. La France se déplace donc en Nouvelle-Zélande sans la plupart de ses internationaux, concernés par les phases finales, avec en particulier onze novices. La presse néo-zélandaise qualifie même cette équipe de « France C ». Le premier test, disputé à l’Eden Park d’Auckland voit la victoire des All Blacks sur le score de 42 à 11. Une semaine plus tard, la France subit la plus large défaite de son histoire sur le score de 61 à 10 : c’est le plus grand nombre de points encaissés par une équipe de France, et aussi le plus grand écart encaissé,.
La France accueille la coupe du monde 2007, compétition dont les All Blacks sont les grands favoris. La défaite des Bleus lors du match d'ouverture face à l'Argentine les oblige à disputer leur quart de finale au Millennium Stadium de Cardiff le 6 octobre 2007. La sélection française entraînée par Bernard Laporte remporte la rencontre par 20 à 18. 
Dans le souci de différencier les deux équipes les All Blacks jouent avec un maillot gris et noir tandis que les Français, après avoir gagné le tirage au sort arborent un maillot bleu sombre. Les All Blacks maîtrisent la première mi-temps grâce à leur domination en mêlée et à la touche, inscrivant un essai par Luke McAlister, Dan Carter marque ensuite la transformation et deux pénalités (13-0). Après avoir manqué deux pénalités et un drop, les Français inscrivent leurs trois premiers points à l'ultime seconde de la mi-temps par une pénalité de Lionel Beauxis. En seconde période, profitant de l'exclusion temporaire de McAlister (45e) qui entraîne une pénalité convertie par Beauxis (46e), les Bleus inscrivent un premier essai par Thierry Dusautoir que Lionel Beauxis transforme. Il y a alors égalité (13-13) à la 54e minute. Après une longue série de « pick and go» (63e), les Néo-Zélandais marquent ensuite un deuxième essai par Rodney So'oialo, non transformé. La France marque à son tour un deuxième essai par Yannick Jauzion (68e) après une percée de Frédéric Michalak, essai qu'une partie des médias considère comme entaché d'un en-avant; en 2019, l'arbitre de la rencontre, Wayne Barnes reconnaît qu'il s'agit là de sa « plus grande erreur », regrettant aussi le traitement qu'il a reçu de la part de la Nouvelle-Zélande. La transformation d'Élissalde donne l'avantage au score aux Français pour la première fois du match (20-18). Les Bleus conservent cet avantage jusqu'au terme de la rencontre grâce au maintien d'un rideau défensif et d'une suite de dégagements.
Ainsi, le XV de France réitère l'exploit de la demi-finale de 1999 et se qualifie pour la demi-finale à l'arraché. Il retrouve le XV de la rose pour une revanche de la demi-finale de 2003. Pour la première fois de leur histoire, les All Blacks ne font pas partie du dernier carré d'une coupe du monde.
Nouvelle-Zélande 8 - 7 France
Points marqués:
Nouvelle-Zélande : 1 essai de Tony Woodcock, 1 but de Stephen Donald.
France : 1 essai de Thierry Dusautoir, 1 transformation de François Trinh-Duc.
Nouvelle-Zélande : Dagg, Jane, Smith, Nonu, Kahui, Cruden, Weepu, Read, McCaw, Kaino, Whitelock, Thorn, Franks, Mealamu, Woodcock

Remplaçants : Hore, Franks, A. Williams, Thomson, Ellis, Donald, S.B. Williams

Entraîneur : Graham Henry.
France : Médard, Clerc, Rougerie, Mermoz, Palisson, Parra, Yachvili, Harinordoquy, Dusautoir, Bonnaire, Nallet, Papé, Mas, Servat, Poux

Remplaçants : Szarzewski, Barcella, Pierre, Ouedraogo, Doussain, Trinh-Duc, Traille

Entraîneur : Marc Lièvremont
Le 13 juin 2009, l'équipe de France remporte un quatrième succès en Nouvelle-Zélande en battant les All Blacks par 27 à 22 à Dunedin. Une semaine plus tard, les All Blacks prennent leur revanche à Wellington sur le score de 14 à 10. Les Français emportent pour la première fois le Trophée Dave Gallaher.

### Domination sans partage de la Nouvelle-Zélande (2009-2020)
Quelques mois plus tard, les deux équipes se retrouvent de nouveau, au Stade Vélodrome de Marseille. Les Français s'inclinent 39 à 12 face à la Nouvelle-Zélande qui retrouve deux de ses pièces maîtresses, son capitaine Richie McCaw et son demi d'ouverture Dan Carter, tous deux absents lors du match de Dunedin. Les All Blacks inscrivent cinq essais en ne concédant aucun essai à leurs adversaires.
Lors de la coupe du monde 2011, dont la Nouvelle-Zélande est le pays organisateur, les deux nations se rencontrent lors du premier tour. Cette rencontre se solde par une victoire des All Blacks sur le score de 37 à 17. Les deux équipes se retrouvent ensuite le 23 octobre 2011, à l'Eden Park. La Nouvelle-Zélande s'impose 8 à 7 à l’occasion de la septième finale de coupe du monde de rugby et gagne son deuxième titre mondial. Tony Woodcock inscrit le premier essai de la rencontre puis Stephen Donald réussit une pénalité. Une minute après celle-ci, le capitaine français Thierry Dusautoir inscrit un essai, celui-ci étant transformé par François Trinh-Duc.
En juin 2013, l'équipe de France se rend en Nouvelle-Zélande pour y disputer quatre rencontres, dont trois tests contre les All Blacks. Lors de la première de ces trois oppositions, la France s'incline 23 à 13, deux essais à un en faveur des All Blacks. Après un match de semaine remporté 38 à 15 face aux Blues, les Français concèdent une lourde défaite 30 à 0, dont trois essais, lors du 500e match de l'histoire des All Blacks. La semaine suivante, les Français concèdent une nouvelle défaite, sur le score de 24 à 9. Lors de la dernière rencontre opposant les deux équipes en 2013, en novembre à Paris, les Français tiennent têtes aux All Blacks, neuf partout à la mi-temps, avant de concéder deux essais, marqué par l'ailier Charles Piutau puis par le troisième ligne centre Kieran Read, les Français revenant aux score par un essai de Brice Dulin. Ils s'inclinent finalement sur le score de 26 à 19.
Pour la septième fois de leur histoire, les deux équipes s'affrontent dans le cadre d'une coupe du monde, lors de l'édition 2015 disputée en Angleterre. Comme en 2007, la rencontre se dispute au Millenium de Cardiff. Les Français sont rapidement menés : après une pénalité de Daniel Carter à laquelle répond Scott Spedding, les All Blacks inscrivent un essai par Brodie Retallick dès la 11e minute puis deux autres par Nehe Milner-Skudder et Julian Savea, Louis Picamoles inscrivant un essai pour les Bleus, avant que Savea ne porte le score à 29 à 13 peu avant la mi-temps. Après une expulsion temporaire de Picamoles, Jerome Kaino inscrit le cinquième essai de son équipe, qui inscrit ensuite quatre autres essais, Savea à la 59e, Kieran Read à la 64e et Tawera Kerr-Barlow, 68e et 71e. Le score final est de 62 à 13.
Les deux rencontres suivantes entre les deux nations se déroulent en France, dans le cadre des tests internationaux de novembre. Lors de la rencontre de 2016, les All Blacks s'imposent 24 à 19, prenant rapidement l'avantage par Israel Dagg, Beauden Barrett et Charlie Faumuina inscrivant deux autres essais, les Français réduisant le score avec un essai de Picamoles. En 2017, les Néo-Zélandais mènent déjà 17 à 0 après 20 minutes, dont deux essais de Dane Coles et Waisake Naholo, les Français réduisant par un essai de Teddy Thomas avant que les All Blacks inscrivent deux essais avant la mi-temps par Ryan Crotty et Sam Cane. Les Français inscrivent un essai de pénalité en deuxième mi-temps, Naholo marquant un deuxième essai personnel à la dernière minute La Nouvelle-Zélande s'impose 38 à 18,.
En 2018, trois tests opposent les deux équipes sur le sol néo-zélandais. La première, disputée à l'Eden Park d'Auckland, voit les Français mener à la mi-temps 11 à 8, Rémy Grosso ouvrant le score pour les Bleus, Beauden Barrett inscrivant un essai pour les All Blacks. Un carton jaune infligé aux Bleus permet aux hommes en noir à passer en tête, 30 à 11, par deux essais de Codie Taylor et Ben Smith. Ils inscrivent ensuite cinq essais par Damian McKenzie, Ngani Laumape, Ardie Savea et deux de Rieko Ioane pour une victoire 52 à 11, dont un terrible 44 à 0 infligé en deuxième période. Un nouveau carton est infligé aux Bleus, celui-là rouge, à l'encontre de Benjamin Fall, a une importance fondamentale sur le match suivant à Wellington. Joe Moody concrétise immédiatement l'avantage numérique par un essai. Ben Smith. Jordie Barrett ajoute deux essais avant la mi-temps atteinte sur le score de 21 à 6. Ce dernier marque un nouvel essai, le Français Cedate Gomes Sa inscrivant ensuite le seul essai des Bleus. Lors du troisième test le 23 juin 2018 Dunedin, le XV de France s'incline de nouveau lourdement 49 à 14, encaissant un cinglant 28 à 0 en deuxième période. 
La France met fin, le 20 novembre 2021,  à une série de 15 défaites consécutives face à la Nouvelle-Zélande, dont 14 en matchs officiels, pire série dans l'histoire des confrontations entre les deux équipes. Après quatorze défaites de suite, le XV de France bat les All Blacks 40 à 25, plus grande différence de points jamais infligée par la France à la Nouvelle-Zélande. Cette victoire au stade de France est l'aboutissement de deux années de travail avec le nouveau staff des Bleus autour du sélectionneur Fabien Galthié, et fonde des espoirs pour la Coupe du monde 2023 qui doit se dérouler en France.

## Tableau des confrontations

### Confrontations officielles
| No | Date              | Lieu                          | Match                     | Score   | Compétition                      |
| -- | ----------------- | ----------------------------- | ------------------------- | ------- | -------------------------------- |
| 1  | 1er janvier 1906  | Paris France                  | France – Nouvelle-Zélande | 8 – 38  | Tournée                          |
| 2  | 18 janvier 1925   | Toulouse France               | France – Nouvelle-Zélande | 6 – 30  | Tournée                          |
| 3  | 27 février 1954   | Colombes France               | France – Nouvelle-Zélande | 3 – 0   | Tournée                          |
| 4  | 22 juillet 1961   | Auckland Nouvelle-Zélande     | Nouvelle-Zélande – France | 13 – 6  | Tournée                          |
| 5  | 5 août 1961       | Wellington Nouvelle-Zélande   | Nouvelle-Zélande – France | 5 – 3   | Tournée                          |
| 6  | 19 août 1961      | Christchurch Nouvelle-Zélande | Nouvelle-Zélande – France | 32 – 3  | Tournée                          |
| 7  | 8 février 1964    | Colombes France               | France – Nouvelle-Zélande | 3 – 12  | Tournée                          |
| 8  | 25 novembre 1967  | Colombes France               | France – Nouvelle-Zélande | 15 – 21 | Tournée                          |
| 9  | 13 juillet 1968   | Christchurch Nouvelle-Zélande | Nouvelle-Zélande – France | 12 – 9  | Tournée                          |
| 10 | 27 juillet 1968   | Wellington Nouvelle-Zélande   | Nouvelle-Zélande – France | 9 – 3   | Tournée                          |
| 11 | 10 août 1968      | Auckland Nouvelle-Zélande     | Nouvelle-Zélande – France | 19 – 12 | Tournée                          |
| 12 | 10 février 1973   | Paris France                  | France – Nouvelle-Zélande | 13 – 6  | Tournée                          |
| 13 | 11 novembre 1977  | Toulouse France               | France – Nouvelle-Zélande | 18 – 13 | Tournée                          |
| 14 | 19 novembre 1977  | Paris France                  | France – Nouvelle-Zélande | 3 – 15  | Tournée                          |
| 15 | 7 juillet 1979    | Christchurch Nouvelle-Zélande | Nouvelle-Zélande – France | 23 – 9  | Tournée                          |
| 16 | 14 juillet 1979   | Auckland Nouvelle-Zélande     | Nouvelle-Zélande – France | 19 – 24 | Tournée                          |
| 17 | 14 novembre 1981  | Toulouse France               | France – Nouvelle-Zélande | 9 – 13  | Tournée                          |
| 18 | 21 novembre 1981  | Paris France                  | France – Nouvelle-Zélande | 6 – 18  | Tournée                          |
| 19 | 16 juin 1984      | Christchurch Nouvelle-Zélande | Nouvelle-Zélande – France | 10 – 9  | Tournée                          |
| 20 | 23 juin 1984      | Auckland Nouvelle-Zélande     | Nouvelle-Zélande – France | 31 – 18 | Tournée                          |
| 21 | 28 juin 1986      | Christchurch Nouvelle-Zélande | Nouvelle-Zélande – France | 18 – 9  | Tournée                          |
| 22 | 8 novembre 1986   | Toulouse France               | France – Nouvelle-Zélande | 7 – 19  | Tournée                          |
| 23 | 15 novembre 1986  | Nantes France                 | France – Nouvelle-Zélande | 16 – 3  | Tournée                          |
| 24 | 20 juin 1987      | Auckland Nouvelle-Zélande     | Nouvelle-Zélande – France | 29 – 9  | Coupe du monde (finale)          |
| 25 | 17 juin 1989      | Christchurch Nouvelle-Zélande | Nouvelle-Zélande – France | 25 – 17 | Tournée                          |
| 26 | 1er juillet 1989  | Auckland Nouvelle-Zélande     | Nouvelle-Zélande – France | 34 – 20 | Tournée                          |
| 27 | 3 novembre 1990   | Nantes France                 | France – Nouvelle-Zélande | 3 – 24  | Tournée                          |
| 28 | 10 novembre 1990  | Paris France                  | France – Nouvelle-Zélande | 12 – 30 | Tournée                          |
| 29 | 26 juin 1994      | Christchurch Nouvelle-Zélande | Nouvelle-Zélande – France | 8 – 22  | Tournée                          |
| 30 | 3 juillet 1994    | Auckland Nouvelle-Zélande     | Nouvelle-Zélande – France | 20 – 23 | Tournée                          |
| 31 | 11 novembre 1995  | Toulouse France               | France – Nouvelle-Zélande | 22 – 15 | Tournée                          |
| 32 | 18 novembre 1995  | Paris France                  | France – Nouvelle-Zélande | 12 – 37 | Tournée                          |
| 33 | 26 juin 1999      | Wellington Nouvelle-Zélande   | Nouvelle-Zélande – France | 54 – 7  | Tournée                          |
| 34 | 31 octobre 1999   | Londres Angleterre            | France – Nouvelle-Zélande | 43 – 31 | Coupe du monde (demi-finale)     |
| 35 | 11 novembre 2000  | Saint-Denis France            | France – Nouvelle-Zélande | 26 – 39 | Tournée                          |
| 36 | 18 novembre 2000  | Marseille France              | France – Nouvelle-Zélande | 42 – 33 | Tournée                          |
| 37 | 30 juin 2001      | Wellington Nouvelle-Zélande   | Nouvelle-Zélande – France | 37 – 12 | Tournée                          |
| 38 | 16 novembre 2002  | Saint-Denis France            | France – Nouvelle-Zélande | 20 – 20 | Tournée                          |
| 39 | 28 juin 2003      | Christchurch Nouvelle-Zélande | Nouvelle-Zélande – France | 31 – 23 | Tournée                          |
| 40 | 20 novembre 2003  | Sydney Australie              | France – Nouvelle-Zélande | 13 – 40 | Coupe du monde (petite finale)   |
| 41 | 27 novembre 2004  | Saint-Denis France            | France – Nouvelle-Zélande | 6 – 45  | Tournée                          |
| 42 | 11 novembre 2006  | Lyon France                   | France – Nouvelle-Zélande | 3 – 47  | Tournée                          |
| 43 | 18 novembre 2006  | Saint-Denis France            | France – Nouvelle-Zélande | 11 – 23 | Tournée                          |
| 44 | 2 juin 2007       | Auckland Nouvelle-Zélande     | Nouvelle-Zélande – France | 42 – 11 | Tournée                          |
| 45 | 9 juin 2007       | Wellington Nouvelle-Zélande   | Nouvelle-Zélande – France | 61 – 10 | Tournée                          |
| 46 | 6 octobre 2007    | Cardiff Pays de Galles        | Nouvelle-Zélande – France | 18 – 20 | Coupe du monde (quart de finale) |
| 47 | 13 juin 2009      | Dunedin Nouvelle-Zélande      | Nouvelle-Zélande – France | 22 – 27 | Tournée                          |
| 48 | 20 juin 2009      | Wellington Nouvelle-Zélande   | Nouvelle-Zélande – France | 14 – 10 | Tournée                          |
| 49 | 28 novembre 2009  | Marseille France              | France – Nouvelle-Zélande | 12 – 39 | Tournée                          |
| 50 | 24 septembre 2011 | Auckland Nouvelle-Zélande     | Nouvelle-Zélande – France | 37 – 17 | Coupe du monde (poule A)         |
| 51 | 23 octobre 2011   | Auckland Nouvelle-Zélande     | Nouvelle-Zélande – France | 8 – 7   | Coupe du monde (finale)          |
| 52 | 8 juin 2013       | Auckland Nouvelle-Zélande     | Nouvelle-Zélande – France | 23 – 13 | Tournée                          |
| 53 | 15 juin 2013      | Christchurch Nouvelle-Zélande | Nouvelle-Zélande – France | 30 – 0  | Tournée                          |
| 54 | 22 juin 2013      | New Plymouth Nouvelle-Zélande | Nouvelle-Zélande – France | 24 – 9  | Tournée                          |
| 55 | 9 novembre 2013   | Saint-Denis France            | France – Nouvelle-Zélande | 19 – 26 | Tournée                          |
| 56 | 17 octobre 2015   | Cardiff Pays de Galles        | Nouvelle-Zélande – France | 62 – 13 | Coupe du monde (quart de finale) |
| 57 | 26 novembre 2016  | Saint-Denis France            | France – Nouvelle-Zélande | 19 – 24 | Tournée                          |
| 58 | 11 novembre 2017  | Saint-Denis France            | France – Nouvelle-Zélande | 18 – 38 | Tournée                          |
| 59 | 9 juin 2018       | Auckland Nouvelle-Zélande     | Nouvelle-Zélande – France | 52 – 11 | Tournée                          |
| 60 | 16 juin 2018      | Wellington Nouvelle-Zélande   | Nouvelle-Zélande – France | 26 – 13 | Tournée                          |
| 61 | 23 juin 2018      | Dunedin Nouvelle-Zélande      | Nouvelle-Zélande – France | 49 – 14 | Tournée                          |
| 62 | 20 novembre 2021  | Saint-Denis France            | France – Nouvelle-Zélande | 40 – 25 | Tournée                          |
| 63 | 8 septembre 2023  | Saint-Denis France            | France – Nouvelle-Zélande | 27 – 13 | Coupe du monde (poule A)         |
| 64 | 16 novembre 2024  | Saint-Denis France            | France – Nouvelle-Zélande | 30 – 29 | Tournée                          |
| 65 | 5 juillet 2025    | Dunedin Nouvelle-Zélande      | Nouvelle-Zélande – France | 31 – 27 | Tournée                          |
| 66 | 12 juillet 2025   | Wellington Nouvelle-Zélande   | Nouvelle-Zélande – France | 43 – 17 | Tournée                          |
| 67 | 19 juillet 2025   | Hamilton Nouvelle-Zélande     | Nouvelle-Zélande – France | 29 – 19 | Tournée                          |

### Confrontations non-officielles
| No | Date             | Lieu                                            | Match                        | Score   | Compétition                  |
| -- | ---------------- | ----------------------------------------------- | ---------------------------- | ------- | ---------------------------- |
| 1  | 10 mars 1946     | Stade olympique Yves-du-Manoir, Colombes France | France – Kiwis               | 9 – 14  | Victory Internationals (en), |
| 2  | 24 mars 1946     | Stade Ernest-Wallon, Toulouse France            | France – Kiwis               | 10 – 13 | Victory Internationals (en), |
| 3  | 14 novembre 2017 | Groupama Stadium, Décines-Charpieu France       | France XV – Nouvelle-Zélande | 23 – 28 | Match amical,                |

## Bilan
|                                   | France              | Nouvelle-Zélande |
| --------------------------------- | ------------------- | ---------------- |
| Victoires                         | 15                  | 49               |
| Nuls                              | 1                   | 1                |
| Points                            | 934,                | 1708 ,           |
| Essais                            | 92                  | 202              |
| Meilleur réalisateur au total     | Christophe Lamaison | Daniel Carter    |
| Meilleur réalisateur au total     | 71                  | 163              |
| Meilleur réalisateur sur un match | Christophe Lamaison | Andrew Mehrtens  |
| Meilleur réalisateur sur un match | 28 (1999)           | 29 (2000)        |

## Statistiques

### Statistiques individuelles

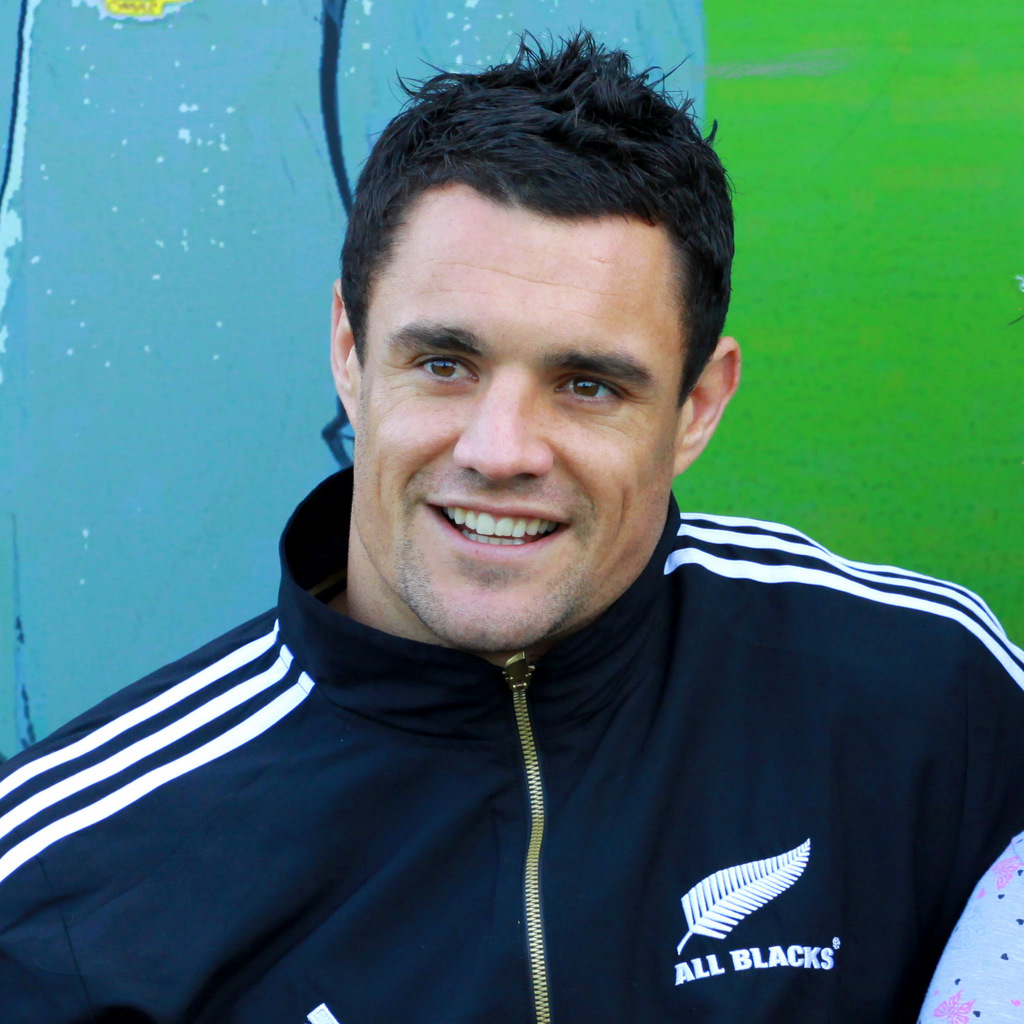
Dan Carter en 2011.

Daniel Carter, qui codétenait avec Andrew Mehrtens le plus grand nombre de points marqués par un All Black depuis la Coupe du monde 2007, est, depuis la victoire 39 à 12 du 28 novembre 2009, le seul détenteur de ce record. Après la victoire des All Black en quart de finale de la Coupe du monde 2015, son total est désormais de 163 points. Ceux-ci se décomposent en deux essais, trente-trois transformations et vingt-huit pénalités et un drop établis en douze rencontres où il n'a subi qu'une seule défaite. Andrew Mehrtens détient toutefois la meilleure performance sur une rencontre avec 29 points marqués lors de la victoire 39 à 26 des All Blacks à Saint-Denis le 11 novembre 2000.
Du côté français, le record de points marqués est détenu par Christophe Lamaison avec 71. Celui-ci détient également la meilleure performance établie sur une rencontre avec 28 points – un essai, quatre transformations, trois pénalités et deux drops, score établi lors de la demi-finale de la Coupe du monde 1999.
Joe Rokocoko détient le record du nombre d'essais marqués par un Néo-Zélandais face aux Français avec huit réalisations, dont trois marqués lors de la seule rencontre du 28 juin 2003 gagnée 31 à 23 par les All Blacks,. Cette dernière performance lui permet de rejoindre Billy Wallace, en 1906, et Tana Umaga, en 1999.
Chez les Français, le record du nombre d'essais marqués est détenu par Serge Blanco et Philippe Saint-André avec trois réalisations. Jean-Patrick Lescarboura, en 1984, Serge Blanco en 1989, Philippe Saint-André en 1995 et Peato Mauvaka en 2021 sont les seuls Français à avoir inscrit deux essais dans la même rencontre.

### Statistiques collectives
La première rencontre entre les deux nations se déroule le 1er janvier 1906 et est remportée par les All Blacks sur le score de 38 à 8. Les Français doivent attendre le 27 février 1954, troisième rencontre entre les deux nations, pour s'imposer pour la première fois.
Soixante-quatre rencontres opposent les deux équipes. Les Néo-Zélandais gagnent par le plus grand écart de points, 51, le 9 juin 2007, rencontre qui constitue également le record du plus grand nombre de points marqués par l'une des deux équipes avant le quart de finale de la Coupe du monde 2015 où les All Blacks réussissent 62 points. Chez les Français, le plus grand écart réalisé est de 14 points lors du premier test match de la tournée française en Nouvelle-Zélande de 1994. C'est lors de la victoire en demi-finale de la Coupe du monde 1999 que les Français établissent leur record du plus grand nombre de points marqués avec 43 points.
Après le test de novembre 2017, les deux équipes se sont rencontrées à vingt-sept reprises sur le sol français, les Bleus s'imposant à six reprises contre vingt victoires pour les All Blacks, un nul sanctionnant une partie à Saint-Denis en 2002. Lors de celles-ci, le record du nombre de points marqués par les All Blacks est de 47 points établis le 11 novembre 2006 lors d'une victoire 47 à 3. L'écart de 44 points de cette rencontre est également l'écart le plus important réalisé par les Néo-Zélandais en France. Les Français remportent leur plus large victoire en France le 20 novembre 2021 avec 15 points d'écart. Toutefois ce n'est pas lors de cette rencontre que les Français établissent leur record du nombre de points marqués. Celui-ci est établi lors de la victoire 42 à 33 du 18 novembre 2000.
La première des trente rencontres disputées sur le sol néo-zélandais a lieu le 22 juillet 1961, rencontre remportée par les All Blacks. Les Français doivent attendre leur huitième rencontre, le 14 juillet 1979 pour s'y imposer. Au total, ils s'imposent à quatre reprises sur le sol néo-zélandais, les All Blacks remportant les vingt-six autres rencontres. Le record du nombre de points marqués par les Bleus sur le sol néo-zélandais date de la victoire 27 à 22 du 13 juin 2009. Ces 27 points constituent le plus grand nombre de points marqués par les Bleus lors d'un test match en Nouvelle-Zélande. La plus grande différence de points lors d'une victoire française est de 15 lors de la victoire en 40 à 25 le 20 novembre 2021. Le plus grand nombre de points inscrit par les All Blacks à domicile est de 61 lors de la rencontre de 9 juin 2007 où les All Blacks établissent, avec 51 points, le plus grand écart entre les deux nations.
La plus grande période d'invincibilité des All Blacks est de 11 ans et 6 mois entre le 22 juillet 1961 et le 10 février 1973. Durant cette période les All Blacks remportent huit victoires. Cette série de huit succès consécutifs par les Néo-Zélandais est dépassée le 17 octobre 2015, lors de la victoire écrasante à Cardiff des Néo-Zélandais face à la France en quart de finale de la Coupe du monde 2015, portant le nouveau record des All Blacks à neuf succès consécutifs. Au 16 juin 2018, ce record s'établit à treize victoires. Chez les Français, le record est de trois victoires consécutives, entre le 26 juin 1994 et le 11 novembre 1995, dont la première série gagnée en Nouvelle-Zélande. Cette série est réitéree entre le 20 novembre 2021 et le 16 novembre 2024 au cours de trois victoires au Stade de France dont le match d'ouverture de la Coupe du monde 2023.
|                                                                            | En Nouvelle-Zélande                        | En terrain neutre                    | En France                             | En tout                              |
| -------------------------------------------------------------------------- | ------------------------------------------ | ------------------------------------ | ------------------------------------- | ------------------------------------ |
| Nombre de rencontres                                                       | 32                                         | 4                                    | 29                                    | 65                                   |
| Premier match gagné par les Néo-Zélandais                                  | 22 juillet 1961 (no 1 en Nouvelle-Zélande) | 20 novembre 2003 à Sydney            | 1er janvier 1906 (no 1 en France)     | 1er janvier 1906 (no 1)              |
| Premier match gagné par les Français                                       | 14 juillet 1979 (no 8 en Nouvelle-Zélande) | 31 octobre 1999 à Londres            | 27 février 1954 (no 4 en France)      | 27 février 1954 (no 4)               |
| Dernier match gagné par les Néo-Zélandais                                  | 5 juillet 2025                             | 17 octobre 2015 à Cardiff            | 11 novembre 2017                      | 5 juillet 2025                       |
| Dernier match gagné par les Français                                       | 13 juin 2009                               | 6 octobre 2007 à Cardiff             | 16 novembre 2024                      | 16 novembre 2024                     |
| Plus grand nombre de points marqués par les Néo-Zélandais                  | 61 points le 9 juin 2007 (gagné)           | 62 points le 17 octobre 2015 (gagné) | 47 points le 11 novembre 2006 (gagné) | 62 points le 17 octobre 2015 (gagné) |
| Plus grand nombre de points marqués par les Français                       | 27 points le 13 juin 2009 (gagné)          | 43 points le 31 octobre 1999 (gagné) | 42 points le 18 novembre 2000 (gagné) | 43 points le 31 octobre 1999 (gagné) |
| Plus grande différence de points dans un match gagné par les Néo-Zélandais | +51 le 9 juin 2007                         | +49 le 17 octobre 2015               | +44 le 11 novembre 2006               | +51 le 9 juin 2007                   |
| Plus grande différence de points dans un match gagné par les Français      | +14 le 26 juin 1994                        | +12 le 31 octobre 1999               | +15 le 20 novembre 2021               | +15 le 20 novembre 2021,.            |

Les deux nations se sont rencontrées à huit reprises dans le cadre de la Coupe du monde. La Nouvelle-Zélande s'est imposée à cinq reprises, lors de la finale de la première édition, lors de la finale pour la troisième place lors de l'édition 2003, en match de poule de l'édition 2011, lors de la deuxième finale de Coupe du monde opposant les deux équipes, toujours en Nouvelle-Zélande en 2011 et lors du quart de finale de la Coupe du monde 2015. Les Français s'imposent à trois reprises, lors de la demi-finale de 1999, du quart de finale de Cardiff en 2007 et du match d'ouverture à Paris en 2023. Lors de ces rencontres, le plus grand nombre de points marqués est détenu par les All Blacks avec 62, score établi en 2015. Cette rencontre voit également le plus grand écart entre les deux équipes, avec 49 points. Le plus grand écart en faveur des Français est de 14 points lors de l'édition de 2023.
| Nombre de rencontres                                                       | 8                                        |
| Premier match gagné par les Néo-Zélandais                                  | 7 juin 1987 (no 1 en Coupe du monde)     |
| Premier match gagné par les Français                                       | 31 octobre 1999 (no 2 en Coupe du monde) |
| Dernier match gagné par les Néo-Zélandais                                  | 17 octobre 2015                          |
| Dernier match gagné par les Français                                       | 8 septembre 2023                         |
| Plus grand nombre de points marqués par les Néo-Zélandais                  | 62 points le 17 octobre 2015 (gagné)     |
| Plus grand nombre de points marqués par les Français                       | 43 points le 31 octobre 1999 (gagné)     |
| Plus grande différence de points dans un match gagné par les Néo-Zélandais | +49 le 17 octobre 2015                   |
| Plus grande différence de points dans un match gagné par les Français      | +14 le 8 septembre 2023                  |